# Pećišta
Pećišta (cyr. Пећишта) – wieś w Bośni i Hercegowinie, w Republice Serbskiej, w gminie Srebrenica. W 2013 roku liczyła 445 mieszkańców.